# Episodi di Get Smart (seconda stagione)
La seconda stagione della serie televisiva Get Smart è stata trasmessa in anteprima negli Stati Uniti d'America dalla NBC tra il 17 settembre 1966 e il 22 aprile 1967. L'episodio 4 è l'unico andato in onda in Italia, dalla TV Svizzera in lingua italiana, già dal 1968, mentre gli altri verranno doppiati e mandati in onda a partire dal 1980 con il titolo della serie modificato in Get Smart - Un agente tutto da ridere.  
Alcuni episodi della stagione 2 sono stati doppiati durante la terza fase di doppiaggio, ma non si è certi di quali siano. L'unico accertato è l'episodio 19, ma il doppio titolo italiano con cui viene tramandato lascia pensare che esistano per questo episodio due doppiaggi differenti.   
Fra il 2006 e il 2010 la seconda stagione è stata in parte ritrasmessa restaurata in video e audio, col titolo della serie originale e senza il titolo italiano dell'episodio a termine sigla, da La 7, Fox Retro e Paramount Comedy Central. Nelle messe in onda più recenti, gli episodi trasmessi sono solo il 2x02, 2x03, 2x04, 2x14, 2x25, 2x26 e 2x27 nella versione non restaurata.    
| nº | Titolo originale                                         | Titolo italiano                                 | Prima TV USA      | Prima TV Italia         |
| -- | -------------------------------------------------------- | ----------------------------------------------- | ----------------- | ----------------------- |
| 1  | Anatomy of a Lover                                       | Analisi di un innamorato                        | 17 settembre 1966 |                         |
| 2  | Strike While the Agent Is Hot                            | Batti l'agente finché è caldo                   | 24 settembre 1966 |                         |
| 3  | A Spy for a Spy                                          | Spia per spia                                   | 1º ottobre 1966   |                         |
| 4  | The Only Way to Die                                      | Un modo per scomparire                          | 8 ottobre 1966    | Mercoledì 3 luglio 1968 |
| 5  | Maxwell Smart, Alias Jimmy Ballantine                    | Maxwell Smart, alias Jimmy Ballantine           | 15 ottobre 1966   |                         |
| 6  | Casablanca                                               | Casablanca                                      | 22 ottobre 1966   |                         |
| 7  | The Decoy                                                | L'esca                                          | 29 ottobre 1966   |                         |
| 8  | Hoo Done It                                              | Chi l'ha fatto?                                 | 5 novembre 1966   |                         |
| 9  | Rub-A-Dub-Dub... Three Spies in a Sub                    | Tre spie in un sottomarino                      | 12 novembre 1966  |                         |
| 10 | The Greatest Spy on Earth                                | La più grande spia del mondo                    | 19 novembre 1966  |                         |
| 11 | Island of the Darned                                     | L'isola dei dannati                             | 26 novembre 1966  |                         |
| 12 | Bronzefinger                                             | Bronzefinger                                    | 3 dicembre 1966   |                         |
| 13 | Perils in a Pet Shop                                     | Pericolo nel negozio di animali                 | 10 dicembre 1966  |                         |
| 14 | The Whole Tooth and...                                   | Missione dentale                                | 24 dicembre 1966  |                         |
| 15 | Kiss of Death                                            | Il bacio della morte                            | 31 dicembre 1966  |                         |
| 16 | It Takes One to Know One                                 | Amore fra i transistor                          | 7 gennaio 1967    |                         |
| 17 | Someone Down Here Hates Me                               | Quaggiù qualcuno mi odia                        | 14 gennaio 1967   |                         |
| 18 | Cutback at Control                                       | Taglio spese al Controllo                       | 21 gennaio 1967   |                         |
| 19 | The Man from YENTA                                       | Il principe Abu Ben Bubbi (o "L'uomo di Yenta") | 28 gennaio 1967   |                         |
| 20 | The Mummy                                                | La mummia                                       | 4 febbraio 1967   |                         |
| 21 | The Girls from KAOS                                      | Le ragazze del Kaos                             | 11 febbraio 1967  |                         |
| 22 | Smart Fit the Battle of Jericho                          | Un caso esplosivo                               | 18 febbraio 1967  |                         |
| 23 | Where-What-How-Who Am I?                                 | Dove, cosa, come, chi sono io?                  | 25 febbraio 1967  |                         |
| 24 | The Expendable Agent                                     | Agente a perdere                                | 4 marzo 1967      |                         |
| 25 | How to Succeed in the Spy Business Without Really Trying | Come avere successo nello spionaggio            | 11 marzo 1967     |                         |
| 26 | Appointment in Sahara                                    | Appuntamento nel Sahara                         | 25 marzo 1967     |                         |
| 27 | Pussycats Galore                                         | Follie di gattine                               | 1º aprile 1967    |                         |
| 28 | A Man Called Smart (Part 1)                              | Un uomo chiamato Smart, prima parte             | 8 aprile 1967     |                         |
| 29 | A Man Called Smart (Part 2)                              | Un uomo chiamato Smart, seconda parte           | 15 aprile 1967    |                         |
| 30 | A Man Called Smart (Part 3)                              | Un uomo chiamato Smart, terza parte             | 22 aprile 1967    |                         |